# Puliciphora cubensis
Puliciphora cubensis är en tvåvingeart som först beskrevs av Charles Thomas Brues 1932.  Puliciphora cubensis ingår i släktet Puliciphora och familjen puckelflugor. Inga underarter finns listade i Catalogue of Life.